# Chrysocale
Chrysocale is een geslacht van vlinders van de familie spinneruilen (Erebidae), uit de onderfamilie Arctiinae.

## Soorten
- C. betzi Viette, 1980
- C. corax Hampson, 1901
- C. ferens Schaus, 1896
- C. fletcheri Viette, 1980
- C. gigantea Druce, 1890
- C. gigas Rothschild, 1911
- C. ignita Herrich-Schäffer, 1853
- C. pava Dognin, 1893
- C. plebeja Herrich-Schäffer, 1853
- C. principalis Walker, 1864
- C. regalis Boisduval, 1836
- C. splendens Dognin, 1888
- C. uniformis Draudt, 1917